# 4-羟基苯并三唑
4-羟基苯并三唑是一种有机化合物，化学式为C6H5N3O，它是羟基苯并三唑的同分异构体之一。它可以苯并三唑为原料，经磺化、水解制得。它可以和氯化钯形成配合物。它和乙酸酐反应，可以得到4-乙酰氧基苯并三唑。它和双(4-氟苯基)砜在碳酸钾存在下反应，可以得到聚合物。